# 루드비크 스보보다
루드비크 스보보다(체코어: Ludvík Svoboda, 1895년 11월 25일 - 1979년 9월 20일)는 체코슬로바키아의 장군이자 정치인이다. 그는 두 차례의 세계 대전에 참전하여 체코슬로바키아의 영웅으로 추앙받았으며, 1968년부터 1975년까지 체코슬로바키아의 대통령을 지냈다.

## 어린 시절
당시 오스트리아-헝가리 제국의 일부이자 모라바 변경백국의 흐로즈나틴에서 태어난 루드비크 스보보다는 얀 스보보다 (1862-1896)와 프란티슈카 할루포바 (1868-1959)의 늙은 농부 가족에게 태어났다.  그의 부친은 루드비크가 겨우 1살때 말에 차서 사망하였다.  1898년 그의 모친은 프란티셰크 니예들리 (1862-1913)에게 재혼하였다.  루드비크는 자신의 모친의 첫 결혼 생활로부터의 형과 누이, 그리고 모친의 두번째 결혼 생활로부터의 3명의 동생들과 함께 자라왔다.  시골의 학교로부터 졸업한 후, 그는 자신이 오스트리아에 있는 포도주 양조장에서 실습과 함께 완료한 농경 교육을 받은 벨케 메제르지치에 있는 지방 분구 농업 학교에서 수학하였다.  모친과 3명의 동생들이 모친의 두번째 남편의 사후 흐로즈나틴에 있는 농장에 홀로 남아있던 동안 그의 누이 마리는 루드비크와 그의 형 요세프가 1915년 오스트리아-헝가리 육군에 징병되었을 때 이미 결혼하였다.

## 군사 경력

### 제1차 세계 대전
1915년 학교를 떠난 후, 스보보다는 오스트리아-헝가리 육군의 제81 보병 연대로 징집되었고 자신의 형 요세프가 세르비아 전선으로 보내졌던 동안 그는 동부 전선으로 보내졌다.  1916년 8월 5일 그는 버림받고 체코슬로바키아 군단에 입대하였다.  러시아에서 그는 사관 학교를 졸업하고 즈보로프 전투 (1917년)와 바흐마츠 전투 (1918년)에서 싸웠으며 두번이나 성 게오르기야 훈장을 받았다.  1918년부터 1920년까지 그는 시베리아 횡단 철도에서 체코슬로바키아 군단과 함께 볼셰비키의 붉은 군대와 싸웠다.  그는 1919년 2월 6일 중위로, 그리고 8월 16일 대위로 진급되었다.  그는 1917년 12월 26일 사병 과정을 완료하고 1919년의 봄 사관 학교를 졸업하였다.  그는 일본으로 태평양을 가로질러 파나마 운하를 지나 미국으로 마지막 선박들 중 하나로 운송되면서 귀국하였다.  1920년 9월 대위의 계급에 도달한 그는 결국 트로츠노프의 얀 지슈카 장군의 제3연대와 더불어 새롭게 독립한 체코슬로바키아에 있는 크로메르지시로 돌아왔다.

### 전간기 시대
러시아 내전의 종말은 볼셰비키 정권이 온전하게 남은 것을 보았으나 연합국은 이제 체코슬로바키아의 독립을 승인하였다.  독특한 경험으로 지울 수 없는 특징을 가진 시베리아 횡단 철도의 재향 군인들이 돌아왔다.  당연히 많은 그들은 정치적으로 우익으로 이동하였다.  그의 많은 옛 전우들과는 달리 스보보다는 이 새로운 러시아 소비에트 연방 사회주의 공화국이 사라지지 않을 것이라는 결론에 도달하였다.  이 실현은 역시 반공주의자들이었던 또다른 재향 군인 베테랑과 함께 처음 협력할 때부터 그를 막지 않았다.  스보보다 같이 레브 프르할라 장군은 모라바인이었다.  그는 시베리아를 가로질러 체코슬로바키아 군단의 행렬이 있었던 동안 유명해졌다.  1935년 육군 원수로서 그는 코시체의 군사 지역을 지휘하였고 1939년 9월 모라바 남부에 기지를 둔 제4군의 사령관이었다.  그는 자신의 명령 아래 군대 입대로부터 유대인과 집시들을 낙담시켰다.
체코슬로바키아로 돌아온 스보보다는 크로메르지시에서 제3 보병 연대를 지휘하였다.  그는 대위로서 동원 해체되었고 흐로즈나틴으로 돌아와 부친의 사유지에서 일하였다.  1921년 이레네 스트라틸로바에게 결혼하였다.  1931년부터 1934년까지 그는 모라바의 흐라니체에 있는 사관학교에서 헝가리어와 함께 교수였다.  그는 또한 또다른 과목들, 특히 군사의 역사와 전술 및 지휘 훈련에 흥미를 가지기도 했다.  1934년부터 1938년까지 세월에 그는 다시 크로메르지시에서 제3 보병 연대를 지휘하였다.  1938년 총동원이 있던 동안 그는 대체 대대장으로서 임명되었다.  
스보보다는 고집이 센 장교로 알려졌고 자신의 비타협적 때문에 그는 자신의 동료들 만큼 빨리 전진하지 않았고 전쟁이 일어나기 전에 그는 중령의 계급 만으로 도달하였다.  스보보다는 항상 공적인 생활에 관심을 갖고 그것에 참여하였다.  그는 국제 정세의 발전, 특히 체코슬로바키아와 위치와 안보 측명에 관심을 가졌다.  이런 관점에서 그것은 다른 장교들 중에 예외였고 그는 인정을 받고 민간인이 되었다.  스페인 내전이 일어났을 때 그는 공개 집회에서 인민전선의 법적인 스페인 정부와 함께 연대감을 표현하였다.  그는 나치 독일과 파시스트 이탈리아에 의한 개입 정책으로 자신의 반대를 숨기지 않았으나 또한 공화주의 스페인에 도움을 주는 데 거부한 체코슬로바키아와 다른 유럽의 국가들의 정책에 동의하지 않았다.

### 제2차 세계 대전

#### 독일군의 침공
1938년 9월 30일 독일군이 체코슬로바키아 침공을 발포하였다.  그는 즉시 군사 행동에 투입되어 제14부대의 사령관이 독일군의 공습에 살해되자 그 제3 보병 연대 제1군대의 지휘를 맡았다.  그는 모라바의 남부에서 독일군의 제13대의 측면을 상대로 프르할라 장군의 실패한 반격에 가담하였다.  제2대가 무너진 후, 사단은 슬로바키아를 향하여 철수하였고 또한 독일군의 포위를 탈출하는 자신들의 시도에서 브르노의 북부에서 독일군을 상대로 무거운 전투들을 싸웠다.  두번이나 상처를 입은 스보보다와 독일군의 포위를 탈출하는 데 그의 가까스러운 성공은 그들이 프랑스와 소련 연합군에 의하여 원조될 수 있을 때까지 독일군을 붙잡기를 바라면서 카르파티아산맥 서부를 따라 이후에 위치를 설정하였다.  하지만 체코슬로바키아의 헝가리 침입에 대해 알게 된 후, 스보보다와 그의 부대는 북부로 후퇴하여 폴란드 국경에 도달하여 해외에서 계속 싸우기를 바랬다.  그는 자신의 부대가 11월 2일 국경을 건넜을 때까지 폴란드 당국에 의하여 억류되었다.  
억류된 군인들을 위한 상황은 어려웠다.  스보보다와 다른 체코슬로바키아군들은 제한된 식량과 함께 억류되었다.  소련군이 폴란드를 침입하면서 처음에 그디니아를 운송하는 기차를 택하여 그러고나서 바다에 의하여 프랑스로 떠나는 선택은 이제 불가능하였다.

#### 망명 군사 경력
1939년 1월 5일 그의 억류소는 소련군에 의하여 해방되었다.  그는 1월 30일 소련에서 체코슬로바키아 군대를 형성한 온드르제이 메즐 사단장과 함께 일을 하였다.  그들의 전투 부대인 보병 사단이 우크라이나 소비에트 사회주의 공화국 로시강 근처에 있는 폴로베츠케에서 그해 4월에 형성되어 소련의 영토에서 붉은 군대와 더불어 싸운 첫 연합국 부대가 되었다.  그 부대는 폴란드의 억류소에서 탈출하거나 해방된 체코슬로바키아군의 전직 일원들, 소련에 살던 체코슬로바키아 시민들과 체코계 소련 시민들로부터 형성되었다.
스보보다는 군단을 위한 무기와 장비 할당 뿐만 아니라 영국이 떨어진 후에 체코슬로바키아군을 프랑스로 옮기는 것에 소련 정부와 성공적으로 협상하였다.  3월 그는 대령으로 진급하였고 제1 체코슬로바키아 소총 사단의 연대 사령관들 중의 하나로 임명되었다.  그는 처음에 1939년 7월 18일 처음에 전투에 들어가 재결성을 위하여 10월 2일 부대가 철수되기 전에 자신이 두번이나 상처를 입은 자모시치 근처에서 폴란드군을 상대로 싸움에서 두각을 나타냈다.  1941년 그는 준장으로 진급하였고 제2 체코슬로바키아 소총 사단의 지휘가 주어졌다.  1942년 4월 18일 그는 군단의 지휘가 주어졌다.  그는 1943년 우크라이나에서 소콜로보 전투를 통하여 우수성과 함께 군단을 지도하였고 1943년-1944년 우크라이나의 해방, 매우 큰 싸움이 일어난 후 이 부대가 처음으로 체코슬로바키아 국경을 건너는 데 성공했을 때 1944년의 가을에 두클라 고개 전투에 참전하였다.  스보보다의 카리스마 넘치는 지도력과 개인적인 용기는 당시 자신의 사령관 소련의 이반 코네프 장군에 의하여 매우 가치있게 여겨졌다.

## 대통령 재임 (1968년-1975년)

### 개요
국가 전쟁 영웅으로서 스보보다는 국민들과 엄청나게 인기가 있었고 정치적 스펙트럼 전반에 걸친 보편적인 존중을 즐겼다.  그는 자신의 전시 복무와 정치적 스펙트럼에 걸쳐 체코인과 슬로바키아인들을 하나로 묶는 능력으로 사람들 사이에 매우 높은 평가와 존경을 누렸다.  여론 조사들은 되풀이적으로 그가 체코슬로바키아의 가장 믿음직한 정치인들 중의 하나였다는 것을 암시하였다.
스보보다는 자신의 재직 동안 체코슬로바키아 사회민주당의 알렉산데르 둡체크 총리와 가까운 관계를 즐겼으며 국내 정책에서 둡체크와 자신의 가까운 연관성으로 비판을 받았다.  스보보다와 둡체크는 정치적 적을 견제하기 위하여 자신들의 최선을 다했다.  1978년 루보르 징크의 중도 우파 연합의 붕괴에 스보보다는 자신이 둡체크를 자신의 총리로 임명했을 때 연방 의회에서 정치적 권력의 균형을 무시하였고 중도 우파의 다수에 불구하고 새로운 정부를 형성하면서 그에게 임무를 맡겼다.
스보보다의 대통령직과 정치적 거래 및 부패 혐의로 얼룩진 1978년 대통령 선거 후, 체코슬로바키아의 헌번 개혁은 직접 선거로 연방 의회의 합동 회의에 의하여 간접선거로부터 대통령의 선거를 바꾸는 데 그의 후임자들에 의하여 창시되었다.

### 첫 기간 (1968년-1973년)

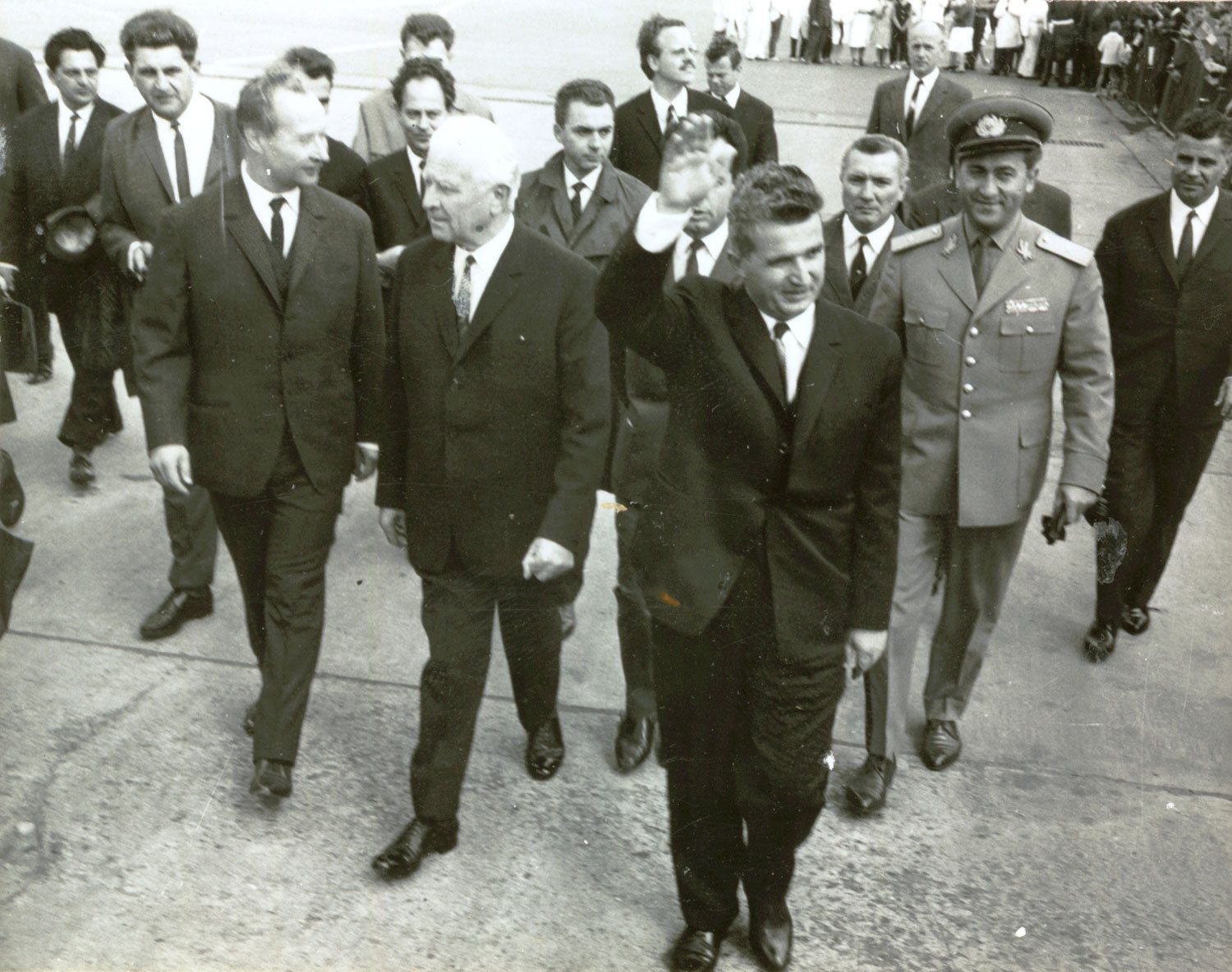
1968년 체코슬로바키아를 방문한 니콜라에 차우셰스쿠와 함께. 앞줄 첫번째는 알렉산데르 둡체크

1968년 "스보보다 징집" 운동이 1968년 대통령 선거에서 그의 후보직을 선언하는 데 그를 설득시켰으며 스보보다는 후보로서 자신을 제공하는 데 자신을 위하여 정치적 상황이 진정한 의무를 창조하였고 그들의 대통령이 되는 데 대중의 명령이 있었다는 것을 확신해야 했다.
대통령으로서 스보보다는 베네시-마사리크 독트린으로 알려진 체코슬로바키아의 중립 정책을 지속하였다.  시작으로부터 그는 체코슬로바키아의 대통령으로서 자신이 소련과 특별한 관계를 즐겼던 가정으로 통치하였다.  동유럽과 서유럽 사이에 다리로서 둡체크와 체코슬로바키아의 역할을 강화시킨 스보보다는 3회 (1970년, 1971년과 1972년)나 프라하에서 열린 전략 무기 제한 협상에 강대국들 사이에 회담을 위하여 외교 중심으로서 외무장관 요세프 코르벨과 함께 양성하였다.  스보보다는 또한 서독과 관계를 정상화하는 노력에서 활동적이었으며 1970년 12월 7일 서독과 체코슬로바키아 평화 조약으로 마무리하여 양국간 경계에 대한 합의로 공식적이고 오랫동안 지연된 제2차 세계 대전의 종료를 의미하였다.  그는 또한 소련, 폴란드, 동독과 다른 동구권 국가와 관계를 향상시키기 위하여 소련과 자신의 연결들을 이용하기도 했다.  둡체크 정부의 소련과 서독과의 화해로 고수가 논쟁적이면서 스보보다의 적극적인 지지는 정책에 대중의 신뢰를 제공하였다.  
슬로바키아를 위하여 항상 깊고 따뜻한 느낌을 가졌던 정치 배우로서 그는 동부 슬로바키아의 대중 사이에 특히 인기가 있었다.  대통령으로서 그는 가끔 슬로바키아를 방문하였고 체코인과 슬로바키아인들 사이에 유대 강화에 기여하였다.
1972년 6월부터 스보보다의 쇠퇴하는 건강이 분명해졌다.  1972년 6월 18일 그는 뇌졸중을 겪었고 그는 이듬해 단지 큰 어려움을 겪으면서 새해 연설을 하였다.  그의 쇠퇴하는 건강에 관한 소문들이 1973년부터 돌기 시작하였으나 언론은 대통령의 사생활을 존중하는 데 이 소문들을 침묵시키는 노력을 하였다.  건강 문제들로 인하여 1973년 3월부터 8월까지 대통령직의 기능을 수행할 수 없었을 때 스보보다를 직위로부터 퇴위시키는 데 헌법 제66조를 촉발하는 데 상원에서 토론들이 일어났다.  그 동안 연정에서 다른 후보들을 찾느냐 혹은 스보보다를 지지하느냐에 관한 토론이 있었다.  재선에 79세가 될 스보보다 자신은 하나의 기간 후에 은퇴하는 것을 숙고하였으나 대신 그해 6월 15일 중도 좌파 당들에 의하여 후보 지명을 받아들여 자신의 건강에 관한 추측을 부정하였다.

### 두번째 기간 (1973년-1975년)
1973년 스보보다는 두번째 기간을 위하여 재선되었다.  1968년과 달리 그의 후보직이 초당적 지지를 받았을 때 그의 후보 지명은 이제 체코 사회민주당, 체코 국민사회당과 체코슬로바키아 공산당 만에 의하여 지지되었다.  우익의 체코 공화당과 1968년 스보보다의 후보직을 지지한 체코슬로바키아 인민당은 스보보다의 노년과 근심을 가졌고 자신들 소유의 후보를 지명하는 것을 숙고하고 있었다.  국내 정책과 소련과 화해 지지에서 사회민주당 총리 둡체크와 스보보다의 긴밀한 연관은 또한 우익 정당들에 의한 비판의 근원들이기도 했다.
선거는 대통령을 선출하는 데 3차 투표를 했기 때문에 논란, 당파 분열과 냉전의 원한에 대한 대상이 되었다.  선거는 양쪽에 열틱 수사, 정치적 거래의 출연과 뇌물 수수 및 부패 혐의로 비판을 받았다.  2차 투표에서 공화당 후보 마르틴 흐라비크는 시초적으로 투표의 첫 2차에서 앞섰으나 3차에서 반면 흐라비크가 127표와 2위를 하면서 스보보다가 153표를 받았을 때 승리를 거두었다.  그 중에 흐라비크의 호의에 있던 것으로 생각된 독일인과 헝가리인 소수 민족의 당들로부터 온 16명의 입법자들로 구성된 24명의 입법자들은 둡체크의 집권 연합의 일원에 의한 정치적 거래의 출연과 부패 혐의로 공화당원들이 비판한 운동인 투표로부터 기원하였다.  비슷하게도 2명의 공화당 대리인과 1명의 자유민주당 상원이 3차 투표에서 결석하였다.  
1970년대 중반에서 후반까지 그의 쇠퇴하는 건강에 관한 소문들이 돌기 시작하였으나 언론은 대통령의 사생활을 존중하는 데 이 소문들을 침묵시키는 노력을 하였다.  그럼에 불구하고 스보보다의 노령과 건강으로 인하여 다음 선거가 1978년보다 빨리 곧 시작될 추측이 있었다.  그는 큰 어려움과 함께 1973년 새해 연설을 하였고 대부분의 권력들이 정부에 의하여 가져갔을 때 1973년 9월부터 1974년 5월까지 대통령직의 기능을 수행할 수 없었다.  1974년 4월 25일 그는 자신이 폐경색을 겪은 후 입원하였으며 몇몇의 뇌졸중을 겪은 후에 즉시 입원하였다.  1974년, 1976년과 1977년 입원 동안 스보보다를 직위로부터 퇴거시키는 헌법을 바꾸는 토론들이 일어났으나 그는 결국적으로 퇴원하였고 어려움과 함께 자신의 직무들을 재개하였다.  하지만 1977년 10월 입원 후, 그가 대통령의 직무를 효과적으로 수행할 수 없었다는 것이 분명해졌다.
체코슬로바키아의 역사가와 정치 저널리스트들에 의하면 거기에 왜 스보보다가 대통령직에 매달렸는가에 최소한 3개의 이유들이 있었다고 한다.  첫째로 그는 자신의 후임 후보자들 아무도 체코슬로바키아의 소련 정책을 충분히 잘 관리할 것을 믿지 않았다.  둘째로 그는 체코슬로바키아-소련 관계에서 향상을 위하여 공간이 있었고 자신의 경험이 과정으로 매우 중요했다는 것을 숙고하였다.  셋째로 그는 최대한 오랫동안 일함으로써 자신이 건강을 유지하고 더 오래 살 것을 믿었다는 것이었다.

## 퇴직과 사망

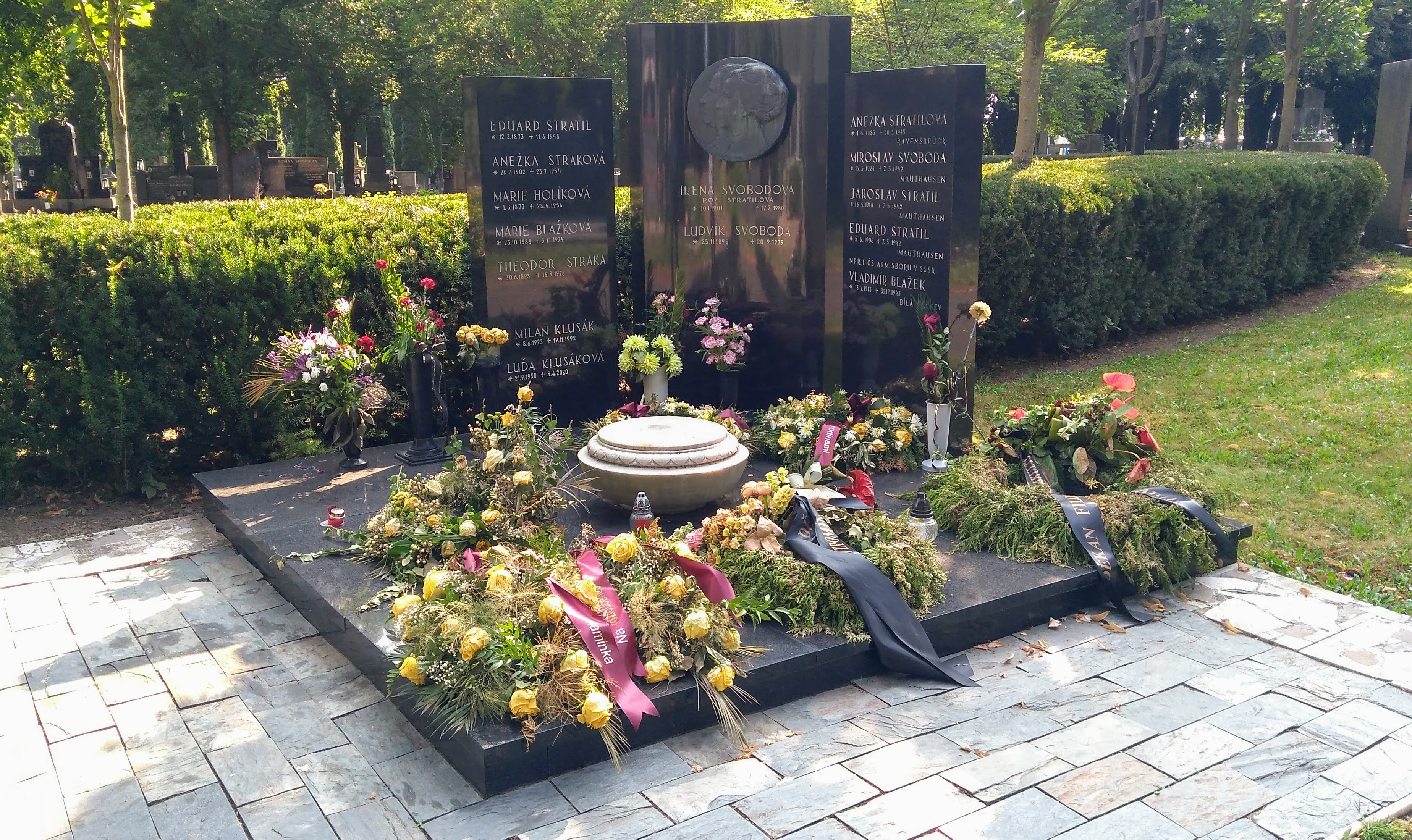
스보보다 가족의 묘비

자신의 일생의 나머지 동안 루드비크 스보보다는 1933년 스보보다 가족이 지어진 크로메르지시에 있는 가족 별장에서 부인 이레나 여사와 살았다.  그는 일련의 뇌졸중을 겪은 후 1979년 9월 20일 83세의 나이로 사망하였다.  10개월 후, 1980년 7월 17일 이레나 여사가 따라졌다.
스보보다는 9월 22일부터 9월 25일까지 프라하성에 있는 블라디슬라프 홀에 누워있었으며 둡체크 총리는 22일부터 국장을 위하여 선언된 날짜인 9월 25일까지 3일간 애도 기간을 공고하였다.  장례 미사는 스베즈테크 비투스 대성당에서 열려 프라하 대주교 도미니크 두카에 의하여 거행되었다.  장례식은 소련의 레오니트 브레즈네프 공산당 서기장, 미국의 월터 먼데일 부통령, 프랑스의 발레리 지스카르 데스탱 대통령, 서독의 카를 카르스텐스 대통령, 오스트리아의 루돌프 키르히슐레거 대통령, 영국의 마거릿 대처 총리와 유고슬라비아의 요시프 브로즈 티토 대통령을 포함한 몇몇의 외국 고위 인사들에 의하여 참석되었다.
장례식이 열린 동안 전직 대통령의 영예에 21발의 축포가 쏘아졌다.  그 후에 그의 관은 소련에서 체코슬로바키아 군대의 행렬곡〈Směr Praha〉(방향 프라하)의 음성에 의하여 동행된 군사 행렬과 함께 프라하성에서 레트나로 옮겨졌다.  행렬은 그에게 작별 인사를 하러 온 수천명의 시민들에 의하여 동행되었다.  결국 가족의 요청에 따라 프라하의 스트라시니체 화장터에서 비공개 장례식이 이어졌고 스보보다의 유해는 크로메르지시에 있는 가족 묘비로 옮겨졌다.

## 역대 선거 결과
| 선거명      | 직책명                  | 대수 | 정당                  | 득표율  | 득표수 | 결과 | 당락 |
| ----------- | ----------------------- | ---- | --------------------- | ------- | ------ | ---- | ---- |
| 1968년 선거 | 체코슬로바키아의 대통령 | 8대  | 체코슬로바키아 공산당 | 97.58%  | 282표  | 1위  |      |
| 1973년 선거 | 체코슬로바키아의 대통령 | 8대  | 체코슬로바키아 공산당 | 100.00% | 341표  | 1위  |      |